# Newgrange
Newgrange (gaèlic irlandès: Sí an Bhrú) és un dels passatges funeraris del complex Brú na Bóinne al comtat de Meath i el jaciment arqueològic més famós d'Irlanda.

## Història
53° 41′ 39.4″ N, 6° 28′ 36.6″ O / 53.694278°N,6.476833°O

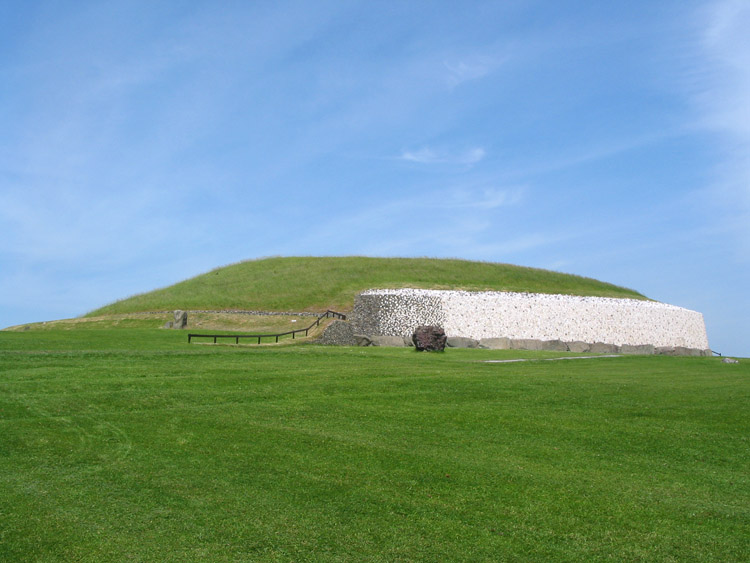
Newgrange, comtat de Meath, Irlanda

Va ser originàriament construït aproximadament entre 3300-2900 aC, d'acord amb les dades del carboni 14 (Grogan, 1991), això el fa 500 anys més antic que la piràmide de Kheops d'Egipte, i 1.000 més que Stonehenge (encara que les primeres etapes de Stonehenge són aproximadament de la mateixa època que Newgrange). Va romandre perdut durant més de 4.000 anys a causa d'una disminució del monticle fins que, al segle xvii, va ser descobert per gent que cercava pedres per a la construcció, i el van descriure com una cova.

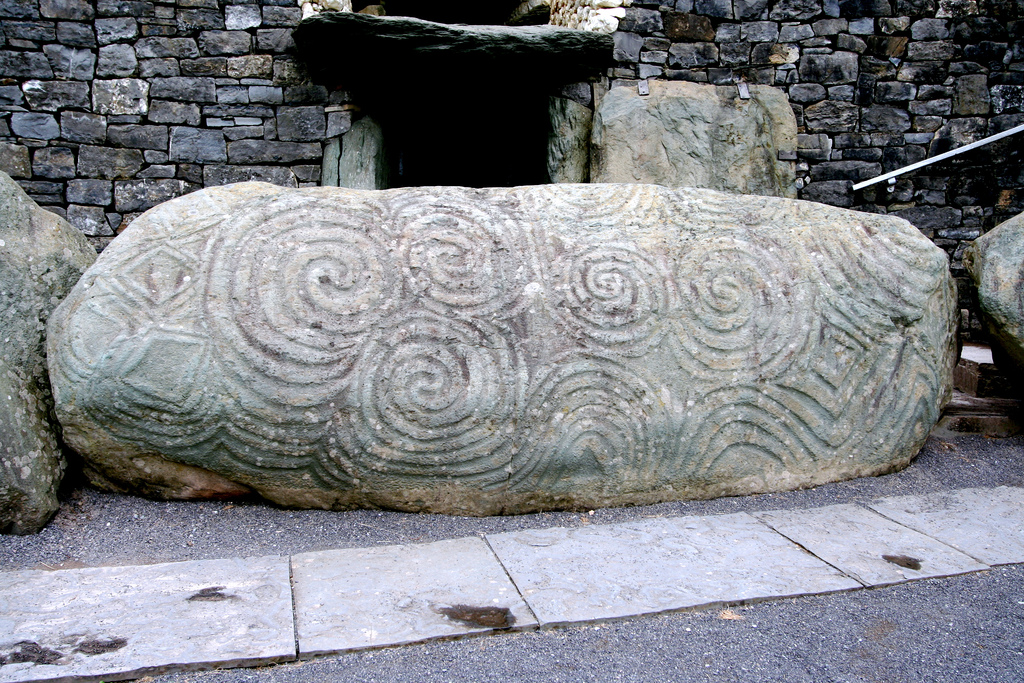
Pedra de l'entrada amb art megalític

Newgrange va ser excavada i restaurada en la seva majoria entre 1962 i 1975, sota la supervisió del professor Michael J. O'Kelly, del Departament d'Arqueologia de la University College Cork (O'Kelly, 1986). Consisteix en un enorme monticle fet de pedra tallada per l'ésser humà i torba, a l'interior d'un cercle de 97 grans guardacantons, coronat per un mur inclinat cap a endins de quars blanc i granit. La majoria de les pedres procedeixen de la rodalia de la construcció, encara que les pedres de granit i quars de la façana van ser transportades des de llocs més llunyans, segurament des de Wicklow i la badia de Dundalk, respectivament.
Per l'interior del monticle, transcorre un passatge de 18 metres que s'endinsa fins a un terç del diàmetre i porta a una cambra cruciforme. La cambra funerària té un sostre sortint, que s'eleva abruptament fins a una alçada d'uns sis metres. La teulada ha romàs quasi intacta durant més de 5.000 anys.

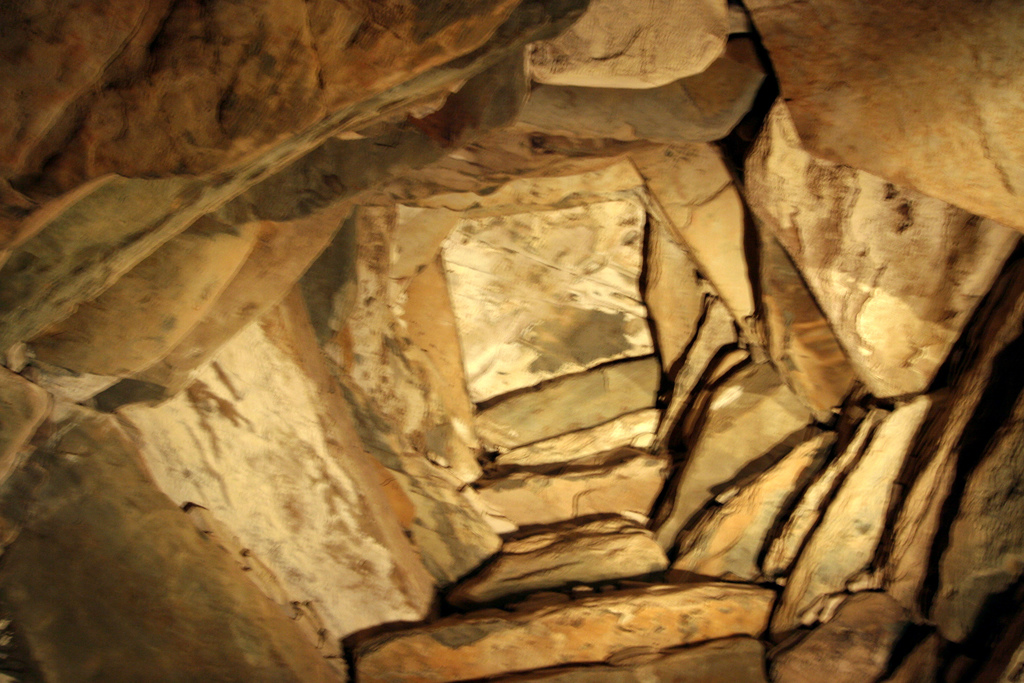
Detall de la volta de la sala interior del túmul de Newgrange

Sembla que Newgrange es va usar com una tomba. Els buits a la cambra cruciforme aguanten grans conques de pedra dintre de les quals estaven situades les despulles incinerades d'aquells col·locats per descansar. Durant l'excavació, solament es van trobar les despulles de cinc individus.
Newgrange està orientat astronòmicament: cada any, al matí del solstici d'hivern, la llum del sol penetra en el passatge i il·lumina el terra de la cambra durant 17 minuts. Alguns han especulat per això que el Sol hauria tingut una gran importància en les creences religioses del poble que el va construir, i d'altres han pres la troballa com a referència per a estudis arqueoastronòmics, en altres monuments similars (encara que l'alineació de Newgrange és l'única demostrada i podria ser el fruit de la casualitat).
Antigament, el monticle estava envoltat per un anell exterior d'immenses pedres dretes, de les quals n'hi ha dotze, d'unes trenta-set possibles, que hi romanen. Tanmateix, sembla que el cercle de pedra que envoltava Newgrange no és contemporani amb el monument en si, sinó que va ser situat allà uns 1.000 anys més tard, a l'edat del bronze.
Quan els celtes van arribar a Irlanda, va deixar de ser una tomba per entrar en la mitologia com la casa del déu Dagda Mor.